# Eric Houghton
William Eric Houghton (29 de junho de 1910 - Sutton Coldfield, 1 de maio de 1996), foi um futebolista e treinador inglês. Foi o quinto maior artilheiro da história do Aston Villa.